# Marbach (Lucerna)
Marbach és un municipi del cantó de Lucerna (Suïssa), situat al districte d'Entlebuch.